# Русская генеральная нефтяная корпорация
«Русская генеральная нефтяная корпорация» (англ. Russian General Oil Corporation), сокращённо «Ойль», — российская нефтепромышленная корпорация, созданная Степаном Лианозовым и его партнёрами. Была крупнейшим монополистическим объединением трестового типа в нефтяной промышленности.

## История

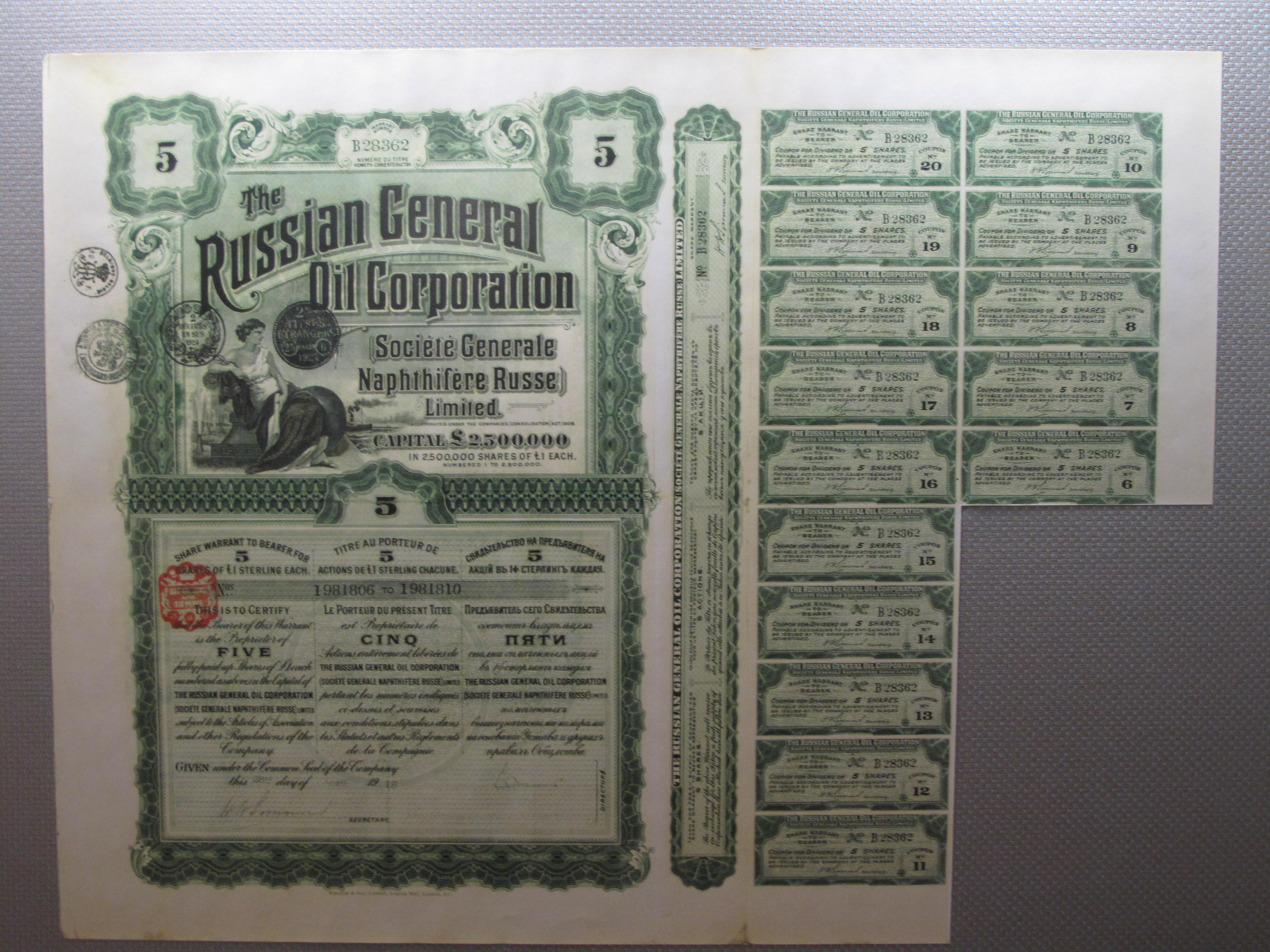
Акция компании

28 июля 1912 года была создана Степаном Лианозовым в Лондоне с основным капиталом в 2,5 млн фунтов стерлингов. Регистрация в Великобритании понадобилась для того, чтобы облегчить привлечение новых иностранных инвестиций в нефтяной сектор Российской империи. Создавалась для борьбы с компанией «Бранобель», нефтяными предприятиями Ротшильдов (БНИТО, куплена Shell в 1912) и фирмой Royal Dutch Shell. Была крупнейшим монополистическим объединением трестового типа в нефтяной промышленности России. Целью компании являлось «установление контроля над производством и распределением нефтепродуктов в России, а также регулирование цен». В основу ядра компании (треста) вошли следующие фирмы: «Лианозова Г.М. сыновей», «А. И. Манташев и К°», «Нефть», «Бакинское нефтяное общество», «Каспийское товарищество», «Московско-Кавказское нефтяное промышленно-торговое товарищество», а также крупные российские и иностранные банки. Компания была учреждена в форме консорциума российских и иностранных фирм и банков. Эти общества, в свою очередь, контролировали еще 16 нефтяных фирм России, имели партнерские соглашения с крупнейшими транспортными предприятиями империи. Деятельность треста развернулась на территории нескольких нефтеносных районов России: Бакинском, Грозненском, Эмбенском и Ферганском.
Целью компании являлось «установление контроля над производством и распределением нефтепродуктов в России, а также регулирование цен».
Производственно-экономической опорой корпорации «Ойль» являлось Нефтепромышленное и торговое общество «А. И. Манташев и К°», которое послужило своего рода гарантией создания корпорации. После смерти А. И. Манташева, уже в июле 1912 года его сыновья заключили договор, по которому большую часть своих акций они продали петербургским банкам, штаб-квартиру управления из Баку перевели в Санкт-Петербург, после чего была рождена корпорация.
С момента образования корпорации дела составляющих её компаний пошли «в гору», во много раз увеличивался их основной капитал. Корпорация разрасталась, результатом чего стало поглощение ею более мелких компаний. Были поглощены «Московско-Кавказское товарищество», «Братья Мирзоевы и Ко», «Меликов А. С. и компания», «Шихово» (А. Цатурян, Г. Цовианян, К. и Д. Быховские, Л. Лейтес), «И. Е. Питоев и Ко», «бр. Красильниковы », «Арамазд» и другие.
Объединение компаний в корпорацию давало возможность централизованно осуществлять реализацию нефти совместными силами как в России, так и за рубежом.

Как отмечал известный экономист того времени В. Зив: 
Этот трест произвел полный переворот в русской нефтяной промышленности
Акции «Ойля» в период её деятельности высоко котировались на биржах Парижа, Лондона, Амстердама, Брюсселя и Петербурга. Начиная с 1913 года компания инициировала покупку контрольного пакета акций крупнейшей на тот момент в России фирмы «Бранобель». В начале 1917 года «Ойль» и «Бранобель» заключили крупное соглашение о разделе сфер влияния, обменом пакетами акций и установления общности интересов.  Вплоть до национализации к компании продолжали примыкать всё новые и новые фирмы («Арамазд», «Шихово» и др.).

## Состав правления
В состав компании вошли одни из крупнейших нефтепромышленных фирм Бакинского нефтеносного района совместно с представителями банковского сектора России, Франции, Бельгии и Великобритании.
- А. Путилов (председатель) — председатель правления «Русско-Азиатского банка»
- С. Лианозов (директор-распорядитель) — председатель правления фирм «Лианозов Г. М. и сыновья» и «А. И. Манташев и Ко»
- П. Гукасов — председатель правления «Каспийского товарищества»
- А. Вышнеградский — директор Петербургского международного коммерческого банка
- И. Радин — директор парижского филиала Петербургского международного коммерческого банка
- А. Давидов — председатель правления Петербургского частного коммерческого банка
- виконт де Бретель — член правления Петербургского частного коммерческого банка
- М. Соловейчик — председатель правления Сибирского торгового банка
- Я. Утин — председатель правления Петербургского учётного и ссудного банка
- А. Рафалович — председатель правления Русского для внешней торговли банка
- И. Кон — директор-распорядитель Русского торгово-промышленного банка
- сэр Ничбольд — директор лондонского филиала «Русско-Азиатского банка»
- Н. Глазберг — председатель правления компании «Нефть»
- виконт Каррик — член парламента Англии.